# خوان الثالث ملك نافارا
خوان/جان الثالث (1469 - 14 يونيو 1516) كان ملك نافارا من خلال زوجته الملكة كاترينا منذ 1484 حتى وفاته.